# Fenoxid sodný
Fenoxid sodný (též fenolát sodný) je organická sloučenina, sodná sůl fenolu (chemický vzorec C6H5ONa). Za běžných podmínek se jedná o bílý prášek páchnoucí po fenolu, rozpustný ve vodě, žíravý.
Když v roce 1860 německý chemik A. Kolbe připravoval kyselinu salicylovou, používal nejprve fenol, sodík a oxid uhličitý. Později však přišel na to, že pokud jako surovinu použije fenoxid sodný, zvýší se výtěžnost kyseliny salicylové na 50 %. Schmitt pak v roce 1884 tuto reakci vylepšil použitím zvýšeného tlaku, čímž výtěžnost dále stoupla. Tato karboxylační reakce, nazývaná Kolbe-Schmittova, umožňuje získávat kyselinu salicylovou s výtěžností 94–97 %; vedlejšími produkty jsou kyseliny 1,4-hydroxybenzoová a 4-hydroxy-isoftalová. Pokud se použije jiný kationt, je složení produktů jiné (např. pro fenoxid draselný vzniká převážně kyselina 1,4-hydroxybenzoová). Průmyslové využití karboxylace fenoxidů alkalických kovů započalo v roce 1874.